# Sonnenstein (Serles)
Der Sonnenstein (auch Vorderer Sonnenstein) ist ein 2441 m ü. A. hoher Nebengipfel im Nordgrat der Serles im Gemeindegebiet von Mieders in Tirol. Nördlich des Sonnenstein führt der Talersteig (auch Tolersteig) entlang des denkmalgeschützten Wallfahrtswegs (Listeneintrag) vom Fulpmeser Ortsteil Medrazer Stille um den Berg herum nach Maria Waldrast. Am Talersteig liegt auf 1384 m der Gasthof Sonnenstein ().
Der Anstieg von Norden zweigt vom Talersteig ab und folgt dem Nordrücken des Sonnenstein, zuerst durch Wald und zum Schluss über eine breite, steile Wiese und einen felsdurchsetzten Hang zum Gipfel mit Gipfelkreuz. Der Nordanstieg verlangt ob des teilweise brüchigen Gesteins Trittsicherheit. Der Anstieg von Süden erfolgt vom 2384 m hohen Serlesjöchl über schuttbedeckte Hänge. Für die Runde von der Medrazer Stille über den Nordanstieg und dem Abstieg über das Serlesjöchl und das 1781 m hoch gelegene Gasthaus Wildeben () zurück nach Fulpmes ist mit rund sieben Stunden zu rechnen.

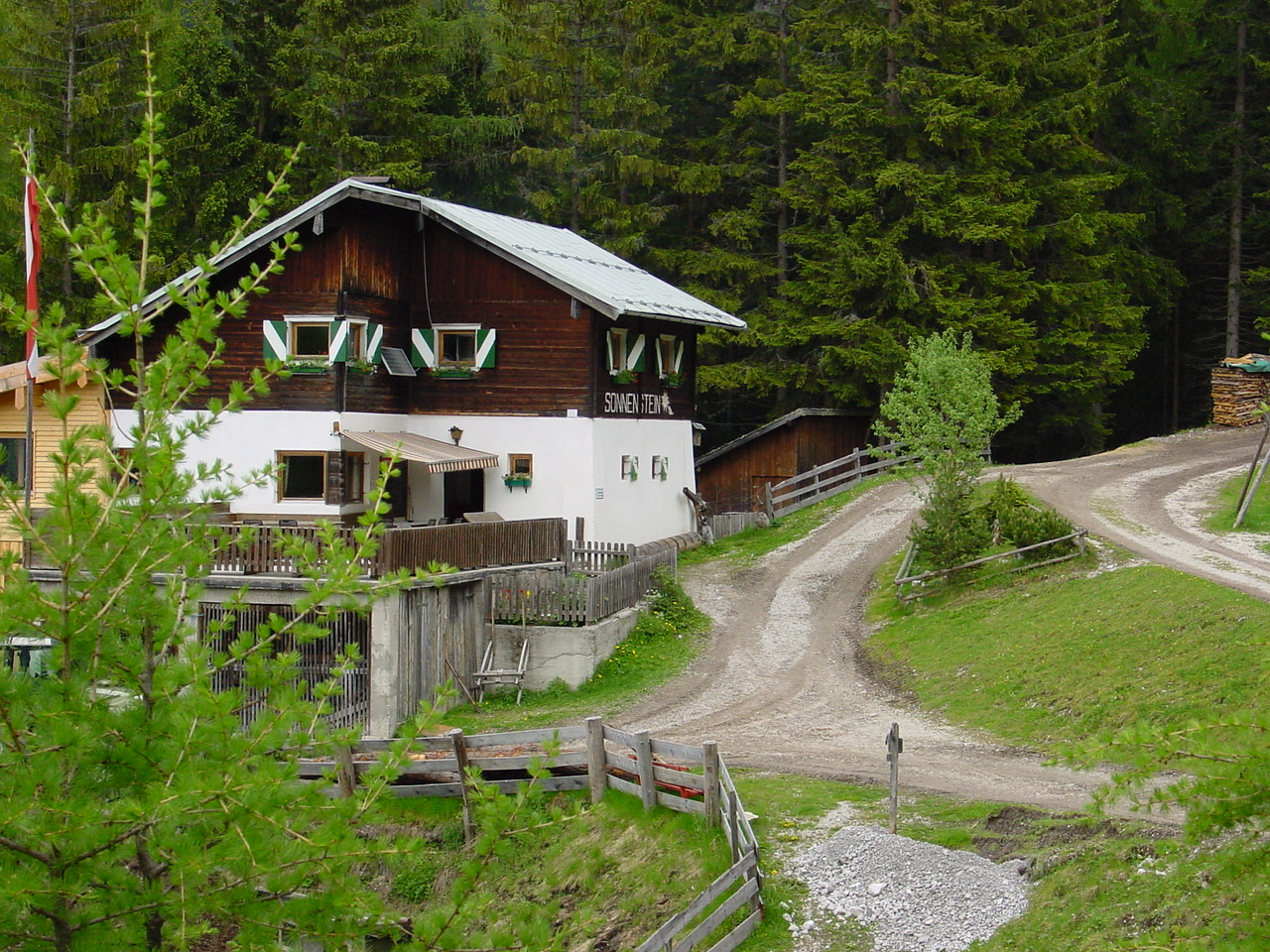
Gasthof Sonnenstein